# Jules Chauvel
Pour les articles homonymes, voir Chauvel.
Jules Chauvel (1841-1908) est un médecin militaire français.

## Distinctions
- Commandeur de la Légion d'honneur.